# 豚サーコウイルス感染症
豚サーコウイルス感染症（ぶたサーコウイルスかんせんしょう、英: porcine circovirus infection）とは豚サーコウイルス感染を原因とする豚の感染症。豚サーコウイルスはサーコウイルス科サーコウイルス属に属するDNAウイルス。豚サーコウイルスは豚腎株化細胞の迷入ウイルスである1型と離乳後多臓器性発育不良症候群（PMWS）の原因とされる2型に分類される。PMSVは発育不良、削痩、呼吸困難、下痢などの症状を示す。治療法は確立されていない。